# Afántou
Afántou (en grec : τα Αφάντου) est une ville grecque, jumelée avec la commune de La Roche-sur-Yon, en France.